# القحار (مناخة)

تعديل مصدري - تعديل

القحار هي إحدى قرى عزلة المغارب العليا بمديرية مناخة التابعة لمحافظة صنعاء، بلغ تعداد سكانها 171 نسمة حسب تعداد اليمن لعام 2004.